# Баймурадов, Нурали
Нурали Баймурадов — советский хозяйственный, государственный и политический деятель, Герой Социалистического Труда.

## Биография
Родился в 1913 году в кишлаке Куртугай (ныне — в Джаркурганском районе Сурхандарьинской области). Член КПСС с 1940 года.
С 1930 года — на хозяйственной, общественной и политической работе. В 1920—1956 гг. — рядовой колхозник, звеньевой, бригадир, председатель колхоза «Михнат-Рахат» Джар-Курганского района Сурхан-Дарьинской области
Указом Президиума Верховного Совета СССР от 11 января 1957 года присвоено звание Героя Социалистического Труда с вручением ордена Ленина и золотой медали «Серп и Молот».
Избирался депутатом Верховного Совета Узбекской ССР 5-го и 6-го созывов.
Умер в Джар-Курганском районе в 1967 году.